# Benvenuto Gioda
Benvenuto Gioda (Torí , 16 de febrer de 1886 - Bolzano , 25 de febrer de 1943) va ser un general italià, veterà de la guerra italo-turca, la Primera Guerra Mundial i la Guerra d'Etiòpia, que durant la Segona Guerra Mundial va ocupar el càrrec de comandant de la 4a Divisió d'Infanteria "Livorno" i del X Cos a la ofensiva final de l'Eix que portà finalment als italians a El Alamein l' estiu de 1942 . Després d'haver tornat a la seva terra natal a causa de desacords amb el general Erwin Rommel, va assumir el comandament del XIX Cos d'Exèrcit amb seu a Bolzano. Va rebre la Creu de Cavaller de l'Orde Militar de Savoia, dues medalles de plata i una de bronze al valor militar.

## Biografia
Va néixer a Torí el 16 de febrer de 1886, fill de Carlo i Carolina Sanchioli. Havent-se enrolat al Regio Esercito, el 3 de novembre de 1904 ingressà com a oficial cadet a la Reial Acadèmia Militar de Mòdena, sortint amb el grau de segon tinent destinat a l'arma d'infanteria, cos alpí, el 14 de setembre de 1906.
Amb el grau de tinent i després capità participà en la guerra italo-turca a Líbia, en el marc del 3r Regiment Alpí, sent condecorat amb una medalla de plata i bronze al valor militar, i posteriorment a la Gran Guerra com a part del 5è Regiment Alpí. Durant la Primera Guerra Mundial va ser ascendit a major i després tinent coronel i, el novembre de 1919, va ser destinat a l' Estat Major.
Des del 10 de març de 1922, fins al setembre de 1923, ocupa el càrrec de mestre a l'Escola Militar de Mòdena. A partir del 21 d'octubre de 1923 es va incorporar al 4t Regiment Alpí.
Ascendit a coronel, amb antiguitat a partir del 5 d'octubre de 1928, fou primer comandant del 24è Regiment d'Infanteria "Como" (1930) i després del 8è Regiment Alpí.
A partir del 4 de gener de 1934 es va posar a disposició del Cos d'Exèrcit de Bolonya.
De l'1 de maig de 1934 a l'1 d'agost de 1935 va ser segon de comandament de l'Escola d'Aplicacions d'Infanteria de Parma i, al final d'aquesta experiència, va assumir el càrrec de comandant adjunt de la 5a Divisió CC.NN. "1 de febrer", amb el qual va partir el 3 de novembre de 1935 cap a Eritrea , participant en tot el cicle operatiu del conflicte amb Etiòpia. Va ser condecorat amb una segona Medalla de Plata al Valor Militar i la Creu de Cavaller de l'Orde Militar de Savoia.
General de brigada per mèrits excepcionals a partir de l' 1 de gener de 1937, va tornar a Itàlia el juliol següent, esdevenint comandant de la Reial Acadèmia Militar de Mòdena del 23 de setembre de 1937 al 15 de desembre de 1939.  Va ser ascendit al grau de major general el 30 de juny de 1939.
A partir de l'1 de gener de 1940 va assumir el comandament de la 4a Divisió d'Infanteria "Livorno", que després de l'entrada a la guerra del Regne d'Itàlia, que es va produir el 10 de juny del mateix any, va operar al front alpí occidental contra les tropes franceses.
A partir de l'1 de novembre de 1941, després d'haver deixat el comandament de la Divisió " Livorno " al general Domenico Chirieleison, va ser destinat al comandament superior de les Forces Armades a l'Àfrica Septentrional Italiana i el 12 de desembre va assumir oficialment el comandament del X Cos d'Exèrcit, càrrec que va deixar el 16 d'agost de 1942, després de brillants èxits i algunes discrepàncies amb el general alemany Erwin Rommel, al general Federico Ferrari-Orsi per ser destinat primer al DeleASe, per a tasques especials, des del 25 de setembre fins a la repatriació definitiva fins al 1944.
En aquesta data va ser assignat al comandament del recentment constituït XIX Cos d'exèrcit amb base a Bolzano, esdevenint-ne el comandant el 29 d'octubre següent amb la promoció a general del cos d'exèrcit.
Va morir sobtadament per causes naturals mentre exercia el seu comandament el 25 de febrer de 1943 a Bolzano, als 57 anys.

## Publicacions
- La guerra mondiale (1914-1918). Le grandi operazioni per terra e per mare, Società tipografica modenese, Modena, 1926.

## Dates de promoció
Tenente colonnello - 22-12-1918
 Colonnello - 29-11-1928 (antiguitat 05-10-1928)
 Generale di brigata - 11-01-1937 (per mèrits excepcionals - antiguitat de l'1-1-1937)
 Generale di divisione - 17-08-1939 (antiguitat del 30-6-1939)
 Generale di corpo d'armata - 07-12-1942 (antiguitat del 29-10-1942)

## Condecoracions
Cavaller de l'Orde Militar de Savoia — 24 de maig de 1937
 Medalla de Plata al Valor Militar – 23 de març de 1913
 Medalla de Plata al Valor Militar – 7 d'octubre de 1937
 Medalla de Bronze al Valor Militar – 28 de juny de 1912
 Medalla commemorativa de la Guerra Italo-Turca (1911-1912)
 Medalla commemorativa de la guerra 1915-1918
 Medalla commemorativa italiana de la Victòria de 1918
 Medalla commemorativa de la Unitat d'Itàlia 1848-1918
 Medalla commemorativa de les operacions militars a l'Àfrica Oriental Italiana 1935-36